# Kapliczki i krzyże w Kierlikówce
Kapliczki, krzyże i figurki w miejscowości Kierlikówka w województwie małopolskim, w powiecie bocheńskim, w gminie Trzciana.
Kapliczki, krzyże i figurki (zwane też świątkami) są częstym elementem krajobrazu w Polsce. Stawiano je przy drogach, często na skrzyżowaniach dróg, w miejscach objawień religijnych lub ważnych dla społeczności lokalnej wydarzeń, w miejscach po zniszczonych świątyniach, także by uczcić jakieś ważne wydarzenie, czy potwierdzić swoje religijne zaangażowanie. W Kierlikówce jest ich 5.
1. Kaplica domkowa – przy drodze od kościoła w Kierlikówce do szkoły w Kierlikówce
2. Kapliczka domkowa murowana – przy drodze z Ujazdu do Kamionnej (zobacz na mapie Gogle)
3. Szafka na metalowym słupku – przy drodze z Ujazdu do Kamionnej (zobacz na mapie Gogle)
4. Drewniany krzyż z rzeźbą Chrystusa – przy skrzyżowaniu naprzeciwko szkoły w Kierlikówce (zobacz na mapie Gogle)
5. Murowana z kamieni kapliczka wnękowa – przy drodze biegnącej od głównej drogi w Kierlikówce po wschodniej stronie szkoły w dół, na południe. W górnej wnęce figurka Matki Bożej, w dolnej wazon z kwiatami, obok nasadzone drzewka.

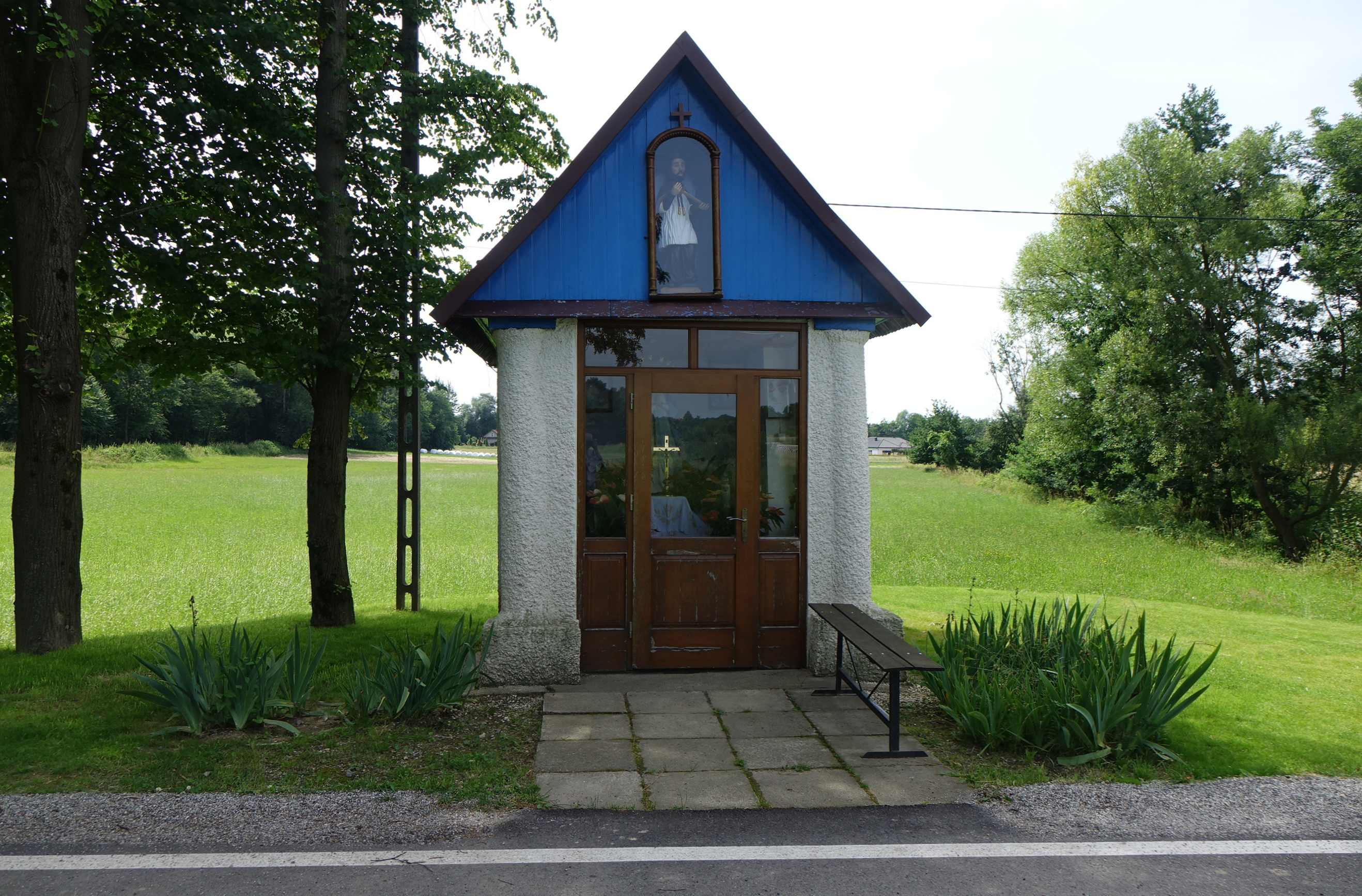
1
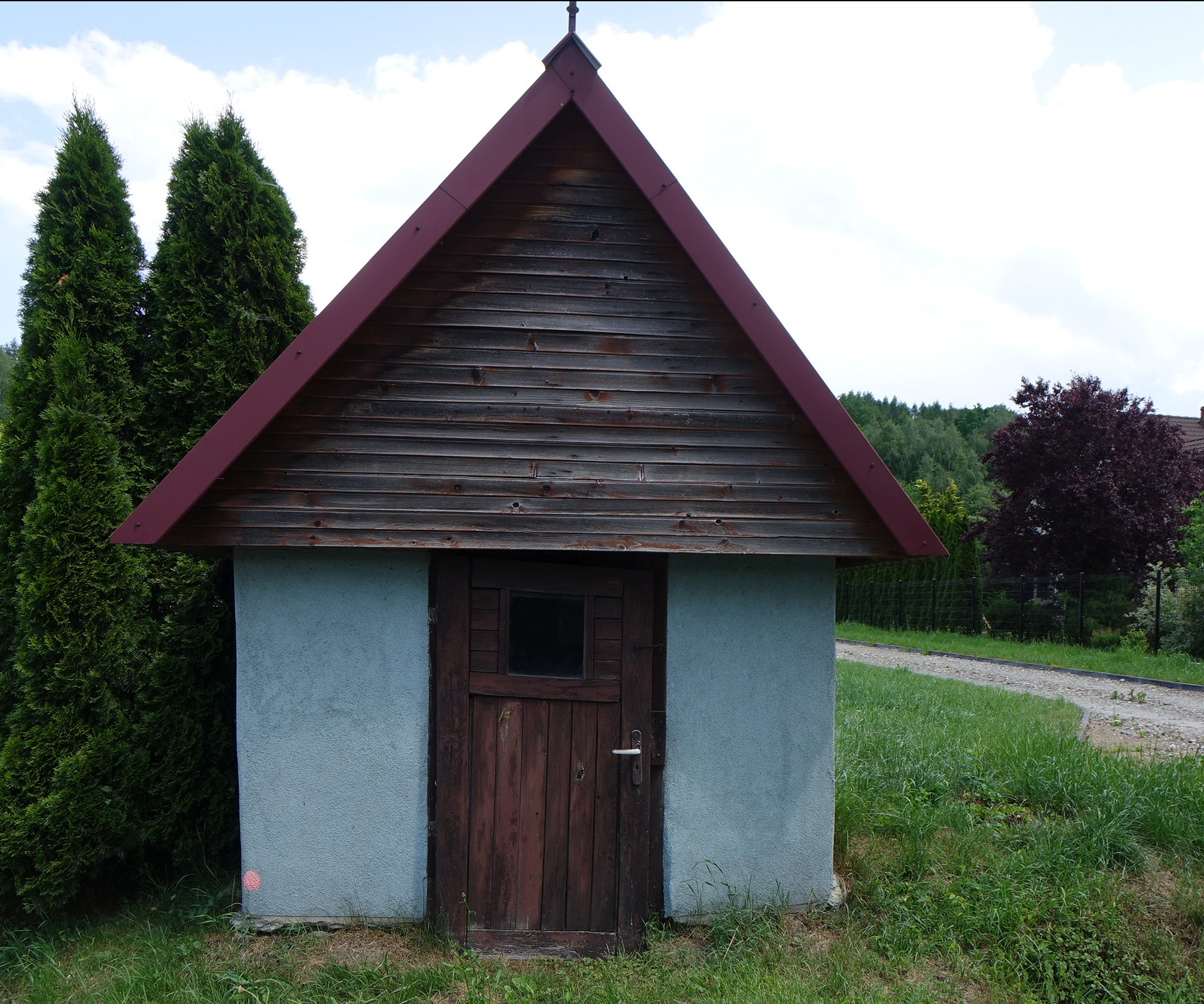
2
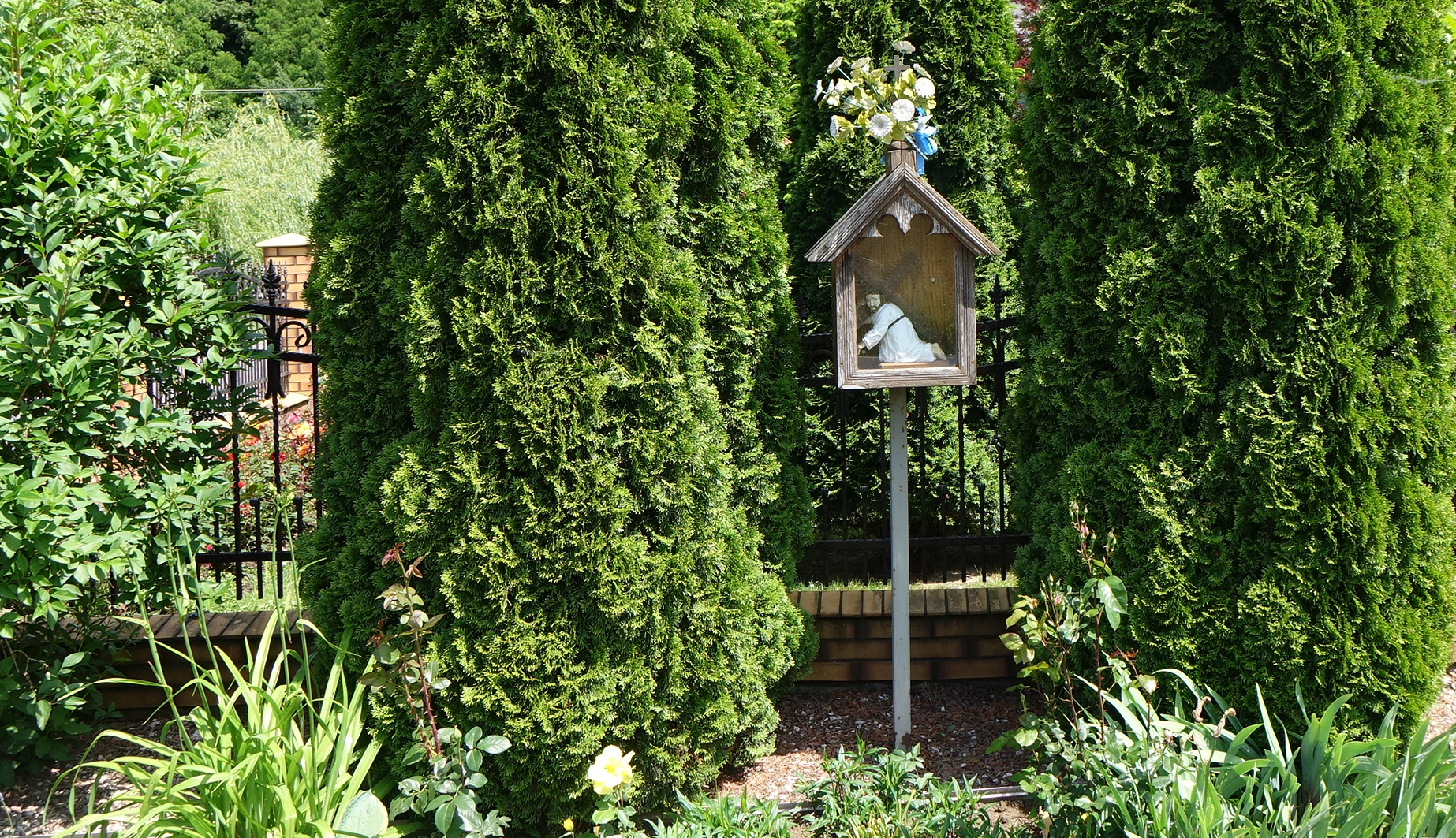
3
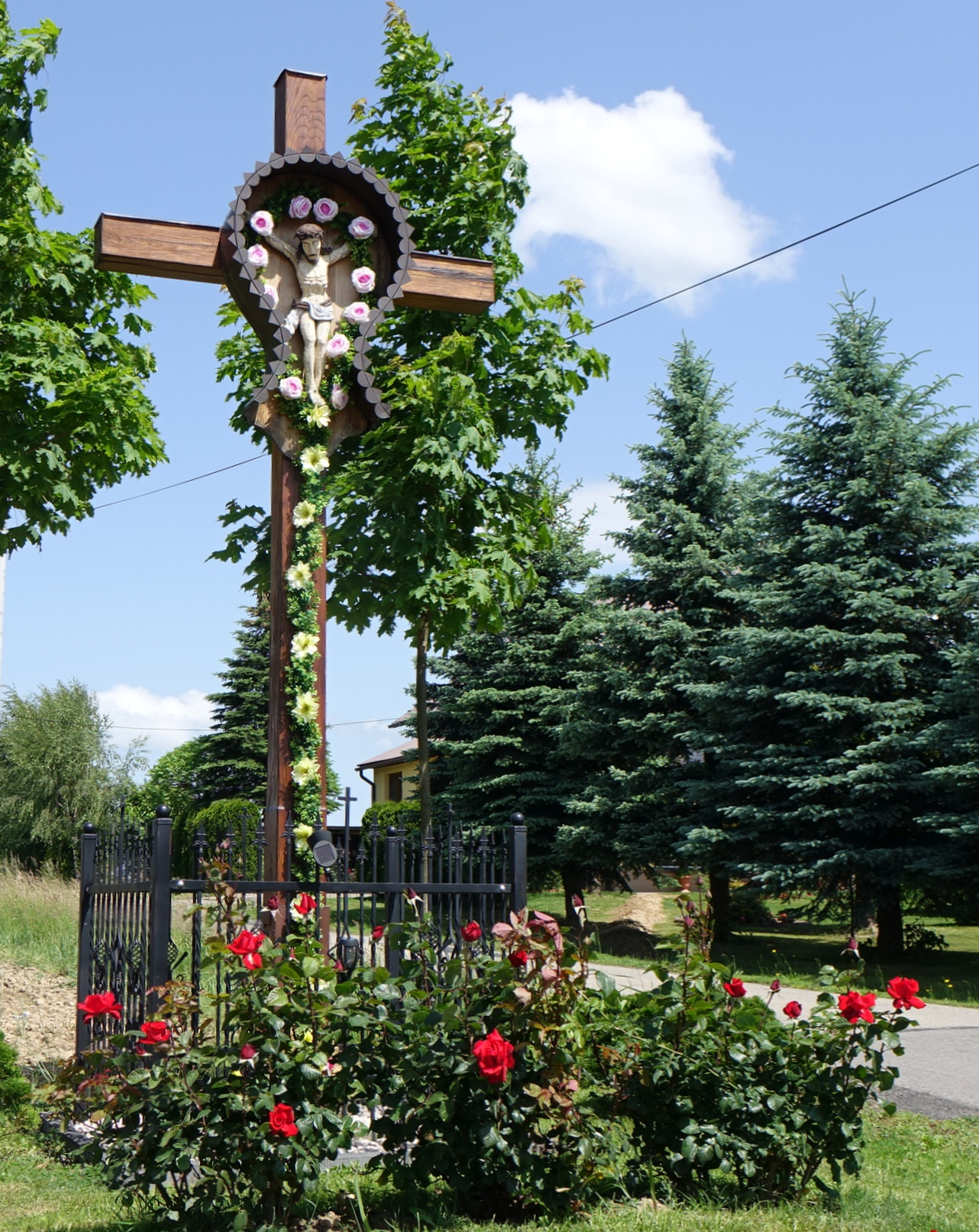
4
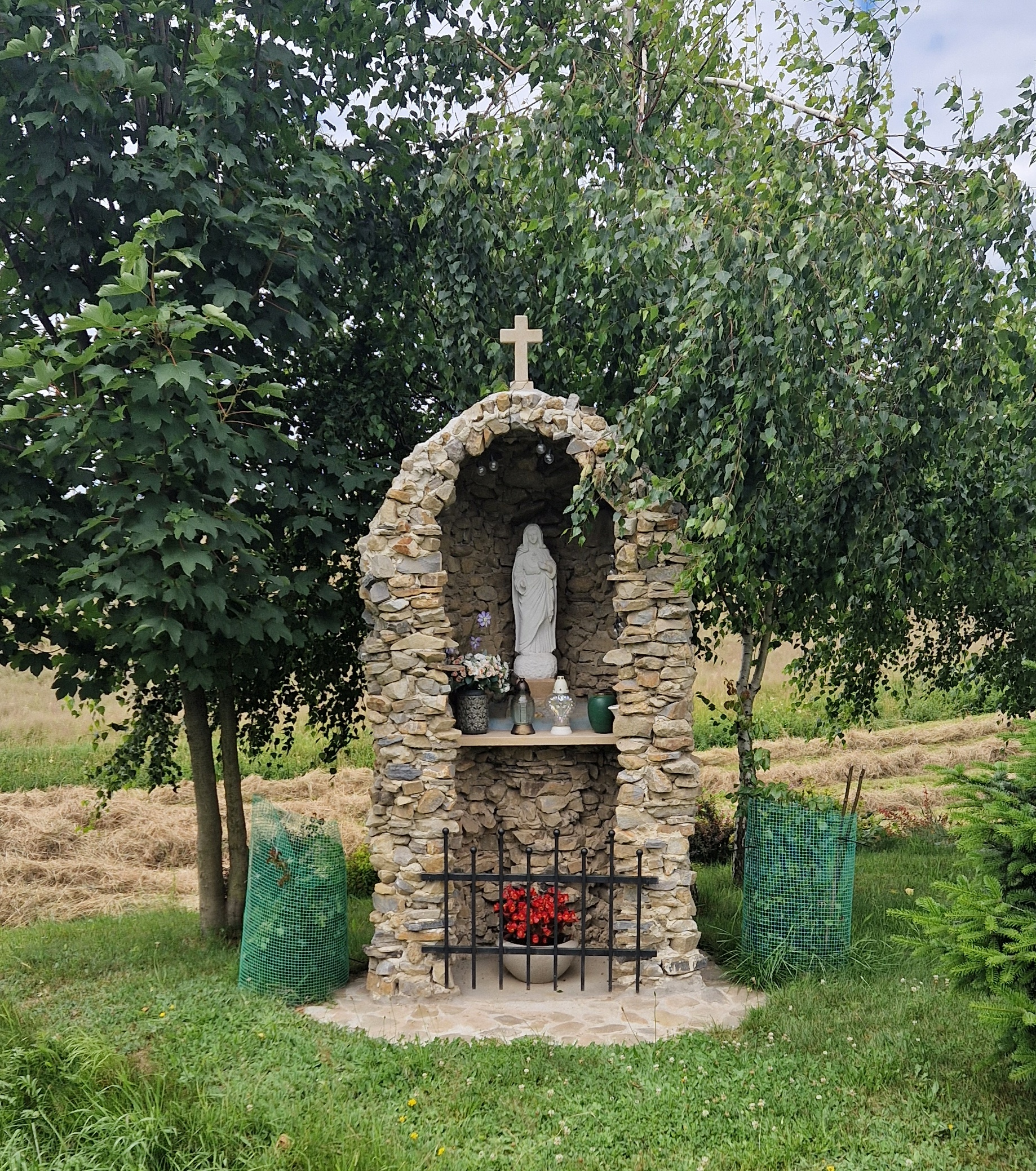
5